# مرینداد د ریو اوبیرنا
مرینداد د ریو اوبیرنا (به اسپانیایی: Merindad de Río Ubierna) یک شهرستان در اسپانیا است.